# 927
927 је била проста година.

## Догађаји
- Емирове трупе заузимају град Мелиља. Сулејман је заробљен и обезглављен, његова глава је изложена на главном тргу у Кордоби.
- Један број владара Британских острва признаје власт краља Весекса Ателстана. Оснивање Енглеске.
- У Сарији се одржава скупштина краљева, племства и свештенства Леона, Галиције и Астурије.
- Устанак Словена на Пелопонезу.
- Мароко постаје део Фатимидског калифата.
- Мардавидј ибн Зијаф, Даиламит, заузео је део северног Ирана.
- Припрема Бугара за поход на Цариград и погибија Симеона I. Након смрти бугарског цара Симеона Бугарска је почела да слаби. То је искористио српски кнез Часлав, син Клонимиров и дошао до Србије и преузео власт уз подршку Византијског царства чију ће власт признавати и касније.
- Петар I Бугарски је упао у Источну Тракију и опустошио предграђа Цариграда. Склапањем мировног уговора са Византијом, по коме је Византија уступила већину своје територије коју је освојио Симеон I, обавезала се да ће плаћати данак, признала је Петру I титулу „цара Бугара“. Цариградски патријарх је признао независност Бугарске православне цркве и пристао на потврду статуса патријаршије Бугарској. Да би обезбедио уговор, Петар I се оженио унуком византијског цара Романа I Лекапина, Маријом. Утицајне силе су се противиле зближавању са Византијом и наставку освајачке политике Симеона I.

### Јул
- 12. јул — Краљ Етелстан уједињује различита мала краљевства англосаксонске хептархије, стварајући Краљевину Енглеску.

## Смрти
- Симеон I